# Raionul Nisporeni
Raionul Nisporeni este un raion din partea central-vestică a Republicii Moldova. Reședința sa este orașul Nisporeni.

## Istorie
Prima atestare documentară a târgului Nisporeni poartă data de 4 ianuarie 1618. La acel moment localitatea avea o populație de aproximativ 600 de locuitori, și era condus de boierul Nicolae Fărâmă, al doilea după nume, pe atunci ultim urmaș al renumitei familii boieriești Fărâmă, familie care a avut un rol foarte important pe vremea primei uniri a principatelor române (1600), fiind înrudită cu domnitorul Mihai Viteazul. Denumirea este probabil o deformare a patronimului Nistor.

## Geografie
Raionul Nisporeni este situat în partea centrală a Moldovei, în zona codrilor.
La nord se învecinează cu raionul Călărași, la sud cu raionul Hîncești, la vest cu raionul Ungheni și România, la est cu raionul Strășeni.
Teritoriul este cuprins între paralele 47 00` și 47 16`` lat. nordică și 28 00 și 28 00` long. estică, iar centrul geografic al orașului Nisporeni are coordonatele geografice 47 05` lat. nordică și 28 13`` long. estică, la distanțe aproximativ egale față de punctele extreme de nord și de sud ale republicii (Naslavcea – Nord și Giurgiulești Sud).
Raionul Nisporeni este situat în cadrul podișului Moldovei centrale, iar în partea de vest se mărginește cu râul Prut, care constituie granița dintre România și Republica Moldova.
Poziția fizico-geografică avantajată, relieful, clima temperat continentală blândă, solurile fertile de cernoziom au favorizat popularea și valorificarea acestui teritoriu.
Relieful este deluros fragmentat de văgăuni, ravene, ceea ce ocupă cea mai mare parte din terenurile arabile.
În apropierea satului Bălănești se află cel mai înalt deal din țară cu altitudinea de 429,50 m și care poartă același nume ca și satul - Bălănești.

## Demografie

### Statistici vitale
Principalii indicatori demografici, 2013:
- Natalitatea: ▼732 (11,0 la 1.000 locuitori)
- Mortalitatea: ▼693 (10,4 la 1.000 locuitori)
- Spor natural: +39

### Structura etnică
| Grup etnic | Populație | % Procentaj* |
| ---------- | --------- | ------------ |
| Moldoveni  | 63.103    | 97,2%        |
| Țigani     | 1.147     | 1,77%        |
| Ruși       | 339       | 0,52%        |
| Ucraineni  | 223       | 0,34%        |
| Alții      | 112       | 0,18%        |

## Administrație și politică
Președintele raionului Nisporeni este Ion Diavor (PAS), ales la 12 decembrie 2023.
Componența Consiliului Raional Nisporeni (33 de consilieri), ales la 5 noiembrie 2023, este următoarea:
|  | Partid                                        | Consilieri | Componență | Componență | Componență | Componență | Componență | Componență | Componență | Componență | Componență | Componență | Componență | Componență | Componență |
|  | --------------------------------------------- | ---------- | ---------- | ---------- | ---------- | ---------- | ---------- | ---------- | ---------- | ---------- | ---------- | ---------- | ---------- | ---------- | ---------- |
|  | Partidul Acțiune și Solidaritate              | 13         |            |            |            |            |            |            |            |            |            |            |            |            |            |
|  | Partidul Social Democrat European             | 11         |            |            |            |            |            |            |            |            |            |            |            |            |            |
|  | Partidul Socialiștilor din Republica Moldova  | 2          |            |            |            |            |            |            |            |            |            |            |            |            |            |
|  | Partidul Dezvoltării și Consolidării Moldovei | 2          |            |            |            |            |            |            |            |            |            |            |            |            |            |
|  | Partidul Liberal Democrat din Moldova         | 2          |            |            |            |            |            |            |            |            |            |            |            |            |            |
|  | Mișcarea „Respect Moldova”                    | 1          |            |            |            |            |            |            |            |            |            |            |            |            |            |
|  | Coaliția pentru Unitate și Bunăstare          | 1          |            |            |            |            |            |            |            |            |            |            |            |            |            |
|  | Partidul Comuniștilor din Republica Moldova   | 1          |            |            |            |            |            |            |            |            |            |            |            |            |            |

## Geologie

### Structura
Caracteristicile tectonice și geologice ale teritoriul raionului Nisporeni, situat pe podișul Moldovei, sunt datorate structurii geologice a plăcii Moldovenești în cadrul căreia se deosebesc fundamentul cristalin de vârstă precambriană, și învelișul sedimentar alcătuit din roci de vârste diferite.
Fundamentul cristalin de la Nisporeni se află la o adâncime mai mare de 3 km și este alcătuit din roci magmatice și metamorfice de vârstă arheană și proterozoică. În decursul evoluției lor geologice îndelungate, aceste roci au suferit în repetate rânduri faze de cutare, ultrametamorfism și granitizare.
Pe fundamentul cristalin este depozitat învelișul sedimentar constituit dintr-un complex de strate de roci cu grosimea de până la 3.000 m. Straturile de roci sunt așezate aproape orizontal cu o mică înclinare în direcție sud-vestică.
În secțiunea geologică se deosebesc următoarele complexe stratigrafice:
- rifeuri vendiene, alcătuite din roci vulcanogene – terigene
- siluriene-devoniene constituite din roci terigene-kemogene
- cretacice, reprezentate prin roci carbonatice.

Mai puțin răspândite și mai slab dezvoltate sunt rocile de vârstă cambriană, ordoviciană, jurasică și paleogenă, iar depunerile carbonifere, permiene și cele triasice lipsesc.
În cadrul raionului Nisporeni se evidențiază și depresiunea precarpatică care intersectează placa Moldovenească în partea de vest. Ea cuprinde partea centrală inclusiv și raionul Nisporeni și partea de sud a bazinului râului Prut. Este o structură tânără, suprapusă aproape ‘în cruciș’ pe structurile tectonice mai vechi - placa Moldovenească. A luat naștere pe fundamentul precambrian –hercinic în decursul epocii miocene medii și a celei pliocene. Grosimea maximă a stratelor de roci pe teritoriul raionului este de 800 m. Depresiunea este orientată submeridional, iar structurile de grad superior care o completează sunt dispuse perpendicular pe partea ei axială. Zona depresiunii subcarpatice situată de-a lungul râului Prut, se caracterizează prin prezența a 3 șiruri de recife fosile ce au o direcție submeridională și care s-au format în părțile cel mai puternic afectate de procese tectonice.
Formațiunile geologice și condițiile paleogeografice de formare a rocilor din raionul Nisporeni.
Cele mai vechi formațiuni geologice dezvoltate pe teritoriul raionului Nisporeni sunt cele precambriene. Ele sunt prezentate printr-un complex de roci cristaline de vârstă arhaic-proterozoică (2000-1.650 mln ani) și roci mai tinere – sedimente terigene, sedimente vulcanogene și efuzive de vârstă rifeu vedniană (1.150-570 mln ani).
Complexul de roci arhaico-proterozoice alcătuiește fundamentul plăcii Moldovenești, iar complexul de roci de vârstă rifeu vendiană-stratul de jos inferior al învelișului sedimentar.
La baza profilului geologic al complexului arhaic-proterozoic se dispun gnaisuri piroxenice, amfibolice și biotit amfibolice ce au luat naștere datorită metamorfizării intense a rocilor vulcanogene bazice (vulcanite) precum și diverse tipuri de granituri care prezintă produse ale cristalizării rocilor magmatice acide.
Peste formațiunea străveche granito-gnaisică se așază un pachet de roci cu un conținut mare de calciu (piroxin-plagioclazice, diopsid-scapolit-volastonitice, marmure) care sau format prin metamorfizarea sedimentelor argilo marna-carbonatice.
În partea superioară a profilului geologic de vârstă arhaică proterozoic se dispune un pachet de roci cu un conținut mărit de alumină (gnaisuri cu granat, cardierit, biotit) cu intercalări de corpuri stratiforme de roci efuzive acide metamorfizate.
Pe suprafața fundamentului cristalin se dispune complexul de roci rifeu vendiene care se subdivide în 11 suite grupate in 3 serii ( de jos în sus) voliniana  moghilov-podoliană și avdarmină.
Din aceste 3 serii doar seria moghilov-podolină este prezentă în structura geologică a raionului Nisporeni fiind alcătuite din sedimente marine (gresii, aleurolite, argilite) cu intercalări de roci vulcanogene (bentonite, tufuri, tufite). Grosimea stratelor de roci variază între 125 și 425 metri. În rocile din această serie au fost evidențiate impresiuni de organisme nevertebrate (meduzoide și urme ale activității vitale ale acestora) precum și microresturi floristice (acritarci).
La începutul paleozoicului în perioada cambriană întreg teritoriul raionului Nisporeni împreună cu teritoriul ce se desfășoară de-a lungul râului Prut era acoperită de apele mării cambriene timpurii. Aici s-au depus nisipuri și mâluri care au alcătuit ulterior un pachet de roci terigene constituit din gresii aleurolite și argile de culoare cenușie închisă și cenușie verzuie. Grosimea acestui pachet de roci atinge 270 m.
În perioadele ordoviciene și siluriene acest teritoriu suferă mișcări de coborâre în continuare, fiind acoperit de apele marine clima predominantă caldă aridă. În aceste perioade s-au acumulat depozitele ordoviciene și siluriene reprezentate prin gresii, șisturi argiloase, argelite, aleurite.
În perioadele devoniană și carboniferă marea se retrage către sudul țarii și astfel ca urmare a retragerii mării în regiunea de Nord și centrală respectiv și raionul Nisporeni s-a stabilit ulterior în regim continental, parțial continental lagunar ceea ce confirma prezența unui pachet de roci continentale.
În perioada permiană acest teritoriu a fost supus proceselor de denutație și peneplenizare.
La sfârșitul paleozoicului superior teritoriul raionului Nisporeni a fost supus unor mișcări ascendente datorită carui fapt a devenit o regiune continentală. Depozitele de vârstă paleozoică sunt străbătute de roci magmatice în care au fost constatate manifestări de minereuri de metale colorate rare și nobile (zinc, cupru, plumb, argint).
Depozitele jurasice lipsesc deoarece teritoriul raionului se dezvoltă în condiții continentale în aceasta perioadă. Depozitele cretacicului super se evidențiază prin forare la o adâncime de până la 600 m. Iar cele ale cretacicului inferior lipsesc din regiunea centrală și se găsesc doar în sudul țării.
Formațiunile cretacicului superior sînt reprezentate prin aleurite nisipuri glauconitice cu concrețiuni de fosforite, prin calcare argiloase și silicioase cu concrețiuni de silex prin cretă.
După o perioadă îndelungată de regim continental din depresiunea Mării Negre pe teritoriul Moldovei au pătruns apele marine care au ajuns în centrul și nordul Moldovei. În decursul erelor turanian, caniacian și santonian, bazinul marin cretacic s-a mărit datorită scufundării intense a depresiunii Mării Negre ceea ce a contribuit la sedimentarea in acest bazin a unor mâluri biogene fine, care au dat naștere depozitelor de cretă și calcare cretacice. Spre sfârșitul perioadei cretacice marea s-a retras de pe teritoriul Moldovei, aici stabilindu-se un regim continental, în ale cărei condiții depunerile cretacice au fost supuse timp îndelungat unor procese de spălare, alterare și dezagregare.
Cele mai răspândite depuneri de pe teritoriul raionului Nisporeni sunt depunerile cainozoice. Pe parcursul celui mai mare interval de timp al perioadei paleogene teritoriul pe care îl ocupa astăzi raionul se dezvoltă în condiții continentale. Numai în epoca paleogenului mediu marea a ocupat acest teritoriu precum și partea centrală a țării. Marea paleogenă a atins o dezvoltare maximă în epoca cocenă superioară.
La sfîrșitul perioadei paleogene Marea s-a retras treptat și aproape întreg teritoriul s-a transformat intr-o cîmpie slab fragmentată. Ca rezultat al transgresiunii marine în epoca cocenă medie s-au acumulat sedimente marine în special argilo-carbonatice de adincime mare cu un conținut mic de materiale terigene (aleurito-nisipoase). Aceste depuneri conțin cochilii de moluște, resturi fosilizate de-arici de mare, de bureți, cochilii de octracare, foraminifere mai ales de numuliți.
Depunerile neogene sunt dezvoltate pe întreg teritoriul raionului, ele ies la suprafața pe povârnișurile abrupte ale văilor și ravenelor. Sunt alcătuite din roci sedimentare de origine marină și continentală aparținând seriei miocine si celei pliocene. Grosimea lor nu depășește 750 m. Vârsta absolută a acestor depuneri este apreciată de la 16 până la 1,5 mln ani. Anume în depozitele neogene are loc dezvoltarea rețelei hidrografice și a reliefului contemporan.
La începutul neogenului în epoca miocenului inferior teritoriul raionului la fel ca și teritoriul țării se dezvoltă în condiții continentale și reprezintă o câmpie slab fragmentată.
Formarea Munților Carpați a contribuit la coborârea regiunilor limitrofe și la formarea depresiunii tectonice Precarpatice.
Cu aproximativ 13 milioane de ani în urmă, în miocenul superior, teritoriul era ocupat de Marea Sarmațiană. Aceasta a fost cea mai mare transgresiune marină din perioada neogenă. Depozitele acestei mări se găsesc și pe teritoriul raionului și sunt reprezentate prin calcare nisipuri, argile. Lumea organică era bogată și variată în moluște, alge, briozoare, pești. În epocile badenian și sarmațian predomina o climă subtropicală. Pe măsură ce se ridicau munții Carpați și platforma Moldovenească marea regresa treptat spre sud.
Spre sfârșitul sarmațianului (cu 8 - 8,5 mln ani în urmă) marea a părăsit teritoriul rămânând o câmpie aluvial acumulativă.
La sfârșitul epocii miocene (veacul meotian) zona era o câmpie ridicată pe care se dezvolta vegetația de savană. Iar la începutul epocii pliocene vegetația de savană este înlocuită cu landșafturile de silvostepă. În pliocenul mediu și superior, cu 3-4 mln ani în urmă partea centrală împreună cu teritoriul raionului de astăzi au suferit mișcări lente de ridicare si reprezenta o câmpie ridicată. Tot în această perioadă a început formarea rețelei hidrografice-văile râurilor Prut, Nistru, Răut și Cogâlnic – ultimul formându-se chiar pe teritoriul raionului. Odată cu formarea văilor a început și formarea teraselor care s-au format din depunerile de nisip și prundiș cu grosimea de 3–8 m. Acestea sunt acoperite de lemuri leosoide cu intercalări de soluri fosile castanii. Mai târziu pe terasele pleistocenului mediu au fost descoperite stațiuni paleolitice ale omului primitiv în care au fost găsite unelte ale culturii târzii și ale celei musteriene.
În perioada cuaternară teritoriul raionului a continuat să se dezvolte în condiții continentale, fiind supus mișcărilor tectonice de ridicare. Ultimele au contribuit la accelerarea proceselor de eroziune, a alunecărilor de teren și la fragmentarea reliefului. Pe parcursul cuaternarului s-au acumulat depozite continentale aluviale, deluviale, eoliene: nisip, prundiș, pietriș, argile loessoide ect.

### Seismicitatea
Structura scoarței terestre de la temelia Podișului Codrilor pe care este situat și raionul Nisporeni suferă mișcări de ridicare care provoacă uneori cutremure de pământ cu magnitudinea de până la 2-3 grade pe care populația nu întotdeauna le simte. Teritoriul raionului face parte din regiunea seismică carpatică.
Intensitatea seismică maximă a cutremurelor ce provin de la focarele din scoarță nu depășește (chiar și în zona lor epicentrală) intensitatea seismică a cutremurelor provocate de focare situate la adâncimi mari de 180–200 km. Aceste focare se localizează intr-o zonă restrânsă ce coincide cu regiunea curburii arcului carpatic și sunt cunoscute în literatură sub denumirea de “focarul Vrancea”.
Energia lor maximă atinge magnitudinea de 7,5 iar atenuarea undelor seismice cu distanța se petrece încet, datorită carui fapt cutremurele perceptibile se resimt și peste hotarele Ucrainei.
Raionul Nisporeni este situat în apropierea nemijlocită a focarului Vrancea. Din această cauză pe teritoriul raionului au loc cutremure de pământ cu o intensitate de la 6 pîna la 8 grade după scara M5K-64.
Conform calculelor, în aceste zone seismice au loc cutremure de pământ cu intensitatea maximă (6-8 grade) numai rar decât odată în 200 ani. Un cutremur de pământ puternic cu magnitudinea de 7,2 grade a avut loc la 4 martie 1977. Acest cutremur s-a făcut foarte simțit pe teritoriul raionului, iar în unele sate a provocat alunecări de teren și surpări de case (satul Gaureni, care se afla la o distanta de 14 km de raionul Nisporeni).
Zguduiturile seismice mai slabe de 5,5 grade sunt destul de frecvente (până la 18-20 pe an).
Construirea clădirilor în oraș se efectuează cu respectarea strictă a regulilor de asigurare a rezistenței lor la cutremurele de pământ.

### Zăcămintele minerale folositoare
Pe teritoriul raionului se exploatează materiale pentru contracție, precum calcarele, argilele, deatomitele și nisipurile de vârstă neogenă precum și depunerile de pietriș și prundiș de vârstă pliocenă și cuaternară, care datorită eroziunii, sunt dezvelite în valea Prutului și ale afluenților acestuia. De obicei aceste depozite se dispun aproape pe întreaga suprafață a raionului ceea ce înlesnește exploatarea lor prin cariere deschise. Sunt răspândite și zăcamintele de argile și silex care se folosesc pentru producerea cărămizii și a țiglei.

#### Calcarul pentru construcție
Zăcăminte de calcar pentru construcție se găsesc de obicei la adâncimi mici în zona de subdezvoltare a rocilor calcaroase de vârstă miocenă. Calcarele care pot fi folosite pentru construcție formează straturi cu o grosime de 2–18 m. Se caracterizează printr-o parazitate înaltă de 30-40 %, compoziție chimică stabilă (82-95 % de CaCo3) culoarea albă sau cenușie deschisă, conductibilitate termică și acustică mică, se prelucrează ușor. În raion cele mai mari cariere de calcare sunt la Șișcani, Vărzărești.

#### Materia primă pentru producerea cărămizilor și a țiglei
Se folosesc argilele de vârstă cuaternară, precum și argilele neogene. Aceste roci au o răspândire largă pe teritoriul raionului Nisporeni. Datorită depozitelor însemnate de argile în Nisporeni a fost construita o fabrică pentru producerea cărămizii și a țiglei.

#### Nisipuri prundișuri și pietrișuri pentru construcție
Aceste roci constituie depunerile aluviale ale Prutului și afluenților săi, care se utilizează ca materie primă pentru construcții producerea cărămizii și a țiglei.
Resursele materialelor de construcție satisfac în linii mari necesitățile economiei raionului Nisporeni.

### Relieful
Teritoriul raionului Nisporeni este o parte componentă a podișului Moldovei centrale. Relieful este variat complicat deluros, fragmentat de văi adânci și ravene de 150–250 m cu versanți priporoși și abrupți pe care se dezvoltă numeroase alunecări de teren. Interfluviile au formă de șiruri de dealuri tăiate de numeroase curmături. Raionul Nisporeni este situat pe partea cea mai înaltă a podișului și anume pe podișul codrilor foarte faimoase prin fragmentarea puternică de care dispune. Împrejurimile lor amintesc un relief premontan, ceea ce l-a determinat pe V. Docuceaev să-i numească „Elveție Basarabeană”. În codri, spre deosebire de restul teritoriului republicii, cele mai active sunt procesele de eroziune și alunecări de teren.
În funcție de altitudine, relieful contemporan al raionului face parte din prima treaptă-superioară ce include relieful cu altitudini mai mari de 250 m și cuprinde podișuri, platouri si coline.
Aspectul contemporan al reliefului raionului Nisporeni s-a format pe parcursul ultimelor perioade geologice-neogenă și cuaternară sub influența proceselor tectonice și exogene. Din cauza acestor procese teritoriul raionului, ca și al întregii republicii, a suferit mișcării intense de ridicare lentă, care la rîndul lor au contribuit la accelerarea proceselor de eroziune și de fragmentare a reliefului.
Mișcările tectonice au contribuit la apariția numeroaselor fracturi tectonice de diferite orientări și vârste.
Aceste fracturi străbătând și deformând straturile de roci ale cuverturii sedimentare au creat condiții favorabile pentru dezvoltarea largă a eroziunii fluviale și pentru formarea unui relief deluros puternic fragmentat.
Analizând hărțile topografice putem sesiza faptul că mișcările tectonice au determinat în mare măsură caracterul puternic ramificat al rețelei hidrografice ale raionului.
Majoritatea albiilor râurilor și a afluenților lor sau dezvoltat de-a lungul fracturilor tectonice de diferite ranguri, fapt despre care mărturisește paralelismul evident al văilor râurilor și direcțiile comune predominante.
Formarea lor de-a lungul fracturilor se explică în felul următor: crăpăturile tectonice căpătau ușor torente migratoare de apă, în lipsa albiilor care apăreau episodic pe teritoriul abia eliberat de apele mărilor, straturile de depozite de-a lungul fracturilor tectonice, prezentate prin roci sedimentare, fiind mai afânate, creau condiții favorabile pentru adâncirea albiilor primelor torente de apă: deseori prin fracturile tectonice ieșeau la suprafață ape subterane care contribuia la apariția noilor râuri. Astfel s-au format și s-au dezvoltat albiile râurilor Prut, Nîrnova, Cogîlnic care iși desfășoară activitatea pe teritoriul raionului.
Relieful din cadrul raionului continuă să se formeze și în prezent. Formele rincipale de relief cu altitudini mari cum sunt podișurile platourile, dealurile au aparut și s-au format în urma mișcărilor tectonice de ridicare mai intensive iar relieful cu altitudini mai mici au suferit mișcări tectonice moderate.

#### Formarea reliefului raionului Nisporeni
Relieful raionului Nisporeni se caracterizează prin morfostructură și morfosculptură foarte specifice, precum și printr-un șir de particularități ale dinamizmului actual al proceselor exogene de formare a reliefului. Toate acestea se explică prin insăși caracterul de formare a suprafeței terestre care a decurs în anumite condiții tectonice predeterminate de așezarea teritoriului raionului în limitele Podișului Moldovei Centrale.
Formarea reliefului actual din partea centrală inclusiv relieful raionului Nisporeni a început în miocenul superior cînd în urma regresiunii mării sarmațiene, aici s-a stabilit un regim continental cîmpia joasă de acumulare marină ce s-a format a fost supusă la început unei denudații slabe. Dtorită intensificării mișcărilor tectonice și a proceselor de denudație, stratele superioare ale depozitelor marine sarmațiene medii ce alcatuiau suprafața cîmpiei de acumulare au fost distruse iar mai tîrziu aici s-a format o suprafață de denudatie care pe parcursul timpului a fost supusă unui proces lent de cufundare. Aici în decursul veacurilor mioțian și ponțian s-au acumulat depozite avandeltaice și destaice lacustre.
La începutul epocii pliocene teritoriul raionului care devenise o cîmpie cu suprafața relativ plată, continua procesul de formare a depizitelor deltaice-lacustre și aluviale. Datorită mișcărilor lente de ridicare a teritoriului care începuse in pliocenul mediu procesul de acumulare a depozitelor continentale a incetat. În centrul țării cît și pe teritoriul raionului Nisporeni s-a terminat formarea suprafeței de nivelare constituită din acumulări aluvial deltaice. Cîmpia intinsă ce se formase la sfîrșitul pliocenului mediu a fost treptat fragmentată datorită intensificării proceselor exogene. Aceste procese au jucat un rol important în pliocenul superior cînd o mare parte din teritoriu a fost supus unor mișcări tectonice de ridcare.
La începutul cuaternarului s-au intensificat brusc mișcările tectonice cuprinzînd întreg terotoriul raionului Nisporeni. Datorită acestor mișcări s-a produs deformarea suprafeței de nivelare pliocene și separarea ei în blocuri izolate fapt care contribuit la o activitate intensă a proceselor exogene de formare a reliefului. Ulterior aceste procese au shimbat aspectul primar al morfostructurilor complicîndu-le suprafața cu diferite morfosculpturi.

#### Procesele actuale de formare a reliefului
Cele mai însemnate procese datorită carora relieful raionului Nisporeni se află intr-o continuă dezvoltare sunt procesele exogene:
- eroziunea
- alunecările de teren
- torentele de noroi

Cel mai mare rol la formarea reliefului contemporan al R.M îi revine eroziunii. Eroziunea se manifestă foarte intens pe versanții vîlcelelor, văilor, dealurilor.
Ea apare sub 2 forme:
- Eroziunea de suprafață (plană)
- Eroziunea de adincime (liniară)

Eroziunea de suprafață – este răspîndită acolo unde relieful are altitudini mai mari și este mai fregmentat. Ea se dezvoltă și pe cîmpiile fragmentate constituite din roci argilo-nisipoase afînate.
Teritoriile afectate de eroziunea de suprafața se observă bine la începutul primăverii după topirea zăpezii cînd cîmpurile nu au reușit să înverzească. Aceste sectoare ale versanților văilor, dealurilor, colinelor au forma de pețe de diferite dimensiuni, deoarece solul a fost spălat iar la suprafață a rămas dezgolită roca-mamă de diverse culori.
Eroziunea de adincime – de asemenea are o largă răspîndire pe teritoriul republicii noastre. Ea contribuie la constituirea unor forme de relief negative cum sunt: văile, vîlcelele, rovenele.
Versanții inclinați ai hîrtoapelor și proprietățile antierozionale slab pronunțate ale rocilor geologice condiționează o activitate intensă și a eroziunii torențiale. În total 600 km patrați ai versanților hîrtoapelor din codri sunt puternic dezmembrați de rîpe și ravene. Iar o mare suprafață dezmembrată de ravene îi revine și raionului nostru.
În general toate formele eroziunii torențiale pot fi plasate în urmatorul rînd evoluțional: ogașa-ravena-rîpa de versanți-rîpa de vîlcea – sistemul de rîpe. Dezvoltarea în continuare a formelor elementare de eroziune torențială în mai multe cazuri și în timp mai îndelungat poate duce la formarea unor sisteme ramificate de rîpă.
Dezvoltarea ogașelor și a ravenelor e un rezultat al erodării inițial prin șuvițe de ape mici care pe parcurs se contopesc și formează torente de apă mai pronunțate. Activitatea acestor torente cauzează reliefarea unor văgăuni cu o adincime de pînă la 1,0-2,0 m. Proprietatea caracteristică a ogașeșlor și ravenelor e faptul că talvegul lor străbate numai structurile superficiale ale profilului geologic iar caracterul lui repetă, în general profilul versanților. Ele reprezintă formele cele mai tinere de eroziune și sunt indisolibil legate de activitatea omului. De obicei ogașele și ravenele se dezvoltă pe pantele cumpenelor de apă pe cornișele hîrtoapelor și a treptelor alunecărilor străvechi, cît și pe alți versanți intens folosiți în agricultură. În condiții favorabile ele pot progresa considerabil chiar în decurs de o ploaie torențială atingîng adincimea de 1–2 m.
Factorul ce poate zădărnici activitatea eroziunii torențiale este covorul vegetal natural. În codri aceste forme practic nu se dezvoltă.
Dezvoltarea intensă a ogașelor și ravenelor în zonele pe larg folosite în agricultură e condiționată și de proprietățile slabe antierozionale ale solurilor brune și cenușii de păduri care sunt răspîndite în zona dată.
Compoziția lor nisipoasă și argilo-nisipoasă contribuie lipsei învelișului vegetativ ce protejează solul.
Rîpele. Au o mare răspîndire în zona codrilor unde sunt atestate circa 5000 de rîpe cu o lungime de 5 m. Cea mai mare răspîndire o au rîpile în hîrtoapele amplasate în partea superioară a rîurilor Nîrnova, Lapușna din codrii Centrali și Apuseni. Și în cazul dat putem accentua că în condițiile cu paduri rîpele au o răspîndire foarte redusă. Concetrarea lor e maximală, în hîrtoapele intesn folosite în agricultură avînd ariile compuse din rocile nisipoase ale sarmațianului superior.
Investigațiile anterioare ne permit sa conchidem că particularitățile de răspîndire a rîpelor, parametrii lor marfolmetrici cît și de dezvoltare  sunt intr-o mare măsură, condiționate de caracterul sctuctural-tectonic al teritoriului. Influența acestui factor e indirectă  - se manifestă prin modificarea indicilor marfometrici ai versanților și prin proprietățile antierozionale ale structurilor geologice. De aici menționăm că blocurile tectonice cu o viteză de alternare mai pronunțată le revin și un număr mai mare de rîpe ce se dezvoltă mai intens. În medie viteza creșterii în lungime a rîpelor din Codri e de 0,88 m pe an. În Codrii Apuseni cu o intensitate mai sporită a mișcărilor necotectonice, viteza creșterii rîpelor e mai mare. Asftel unele rîpe ale hîrtopului Nisporeni creșteau cu o viteză de 3–4 m pe an.
Flancurile mai ridicate și înclinate ale blocurilor tectonice sunt și mai afectate de rîpe. În condițiile acestor flancuri se formează rîpe și sisteme întregi de rîpe cu pante supuse alunecărilor de teren. În hîrtoapele mari ele pot atinge adincimea de 30–40 m, avînd pantele abrupte cu caracter de prabușire a blocurilor de roci numărul maximal de rîpe e carcteristic versanților localizați in zonele fracturilor tectonice, la intretaierea lor sau în zonele de unire a cîtorva blocuri tectonice. Majoritatea rîpelor aici se dezvoltă destul de activ.
Hîrtoapele de pe versanții flancurilor domoale ale blocurilor tectonice sunt mai puțin afectate de rîpe. În cadrul lor întîlnim de obicei cîteva rîpe de vîlcea lungi și cu adincime redusă (2-4m). Activitatea lor e mai puțin pronunțată. O proprietate caractersitică a rîpelor din codri e că ele străbătînd alternanțe de orizonturi acvifere și impermeabile, au pe fundul lor rîulețe cu un debit de ape mic însă permanent. Aceasta condiționează formarea actovă pe versanții rîpelor ai alunecărilor de teren cu un caracter de dezvoltare pronunțat. Prin intermediu acestor complexe exodinamice se efectuiază transportarea cantităților considerabile de noroi.
Sisteme de rîpe. Dezvoltarea în coninuare a rîpelor în cadrul hîrtoapelor duce în fine la crearea unor sisteme integre. Practic toate hîrtoapele sunt străbătute de asemenea sisteme, ce realizează un enorm lucru de retragere din cadrul lor a maselor de roci și sol. De regulă aceste sisteme sunt compuse dintr-o rîpă de vîlcea care intens se ramifică în partea superioară a hîrtoapelor (fig. 3-4).
La formarea lor contribuie proprietățile slabe antierozionale ale straturilor geologice, cît și morfologia versanților înclinați cu un caracter centripet. Aceasta duce la concetrarea torentelor elementarea și formarea șuvoaielor mai puternice de apă. Numărul total de rîpe poate atinge circa 20-25 în hîrtoapele mai mari, lungimea lor 15–20 km, iar suprafața totală a terenurilor afectate din ele pînă la 15-20%.
Activitatea intensă a sistemelor date e legată de ploile torențiale. Înclinarea pronunțată a talvegului, prezența în albia rîpelor a torentelor de ape permanente prezența cantităților enorme de material al alunecărilor de teren, ramificarea puternică – toate acestea contribuie la formarea în urma ploilor torențiale a șuvoaielor de noroi, pietre , mîl, aidoma șuvoaielor din  munți. Procesele numite au avut loc în unele din hîrtoapele codrilor în anii 1948,1949,1967,1969 (după V. Proca). Ca rezultat au fost mîlite terenuri imense, poduri, case s.a.

#### Alunecările de teren
Se știe ca alunecările de teren reprezintă o deplasare a blocurilor și maselor de roci a diferitor versanți puternic deformate sub influența forței de gravotție. Ele sunt urmate de distrugerea solului, vegetației cît și a diverselor construcții.
Condițiile variate geologice, hidrogeologice, geomorfologice ale codrilor au adus la formarea diferitelor. Luînd drept bază mecanismul alunecărilor și structura deluviului lor, am elaborat una din shema a alunecărilor ce se dezvoltă în aria Moldovei Centrale. În continuare voi carateriza principalele tipuri și subtipuri de alunecări.
Alunecările de bloc (structurale) – reprezintă deplasarea blocurilor de roci cu volume de obicei considerabile (pînă la mln metri cubi). Au un caracter pronunțat de bloc. Se întalnesc mai des în codrii Apuseni și în partea superioară a versanților hîrtoapelor. Aceste alunecări se produc în condițiile unor versanți cu denivelări accentuate formati din alternante de argile, de nisipuri și gresii cu bogate straturi acvifere. De obicei ele reprezintă o cornisă liniară sau semicirculară de la baza căreia începe o succesiune de trepte cu dimensiuni variabile. Uneori aceste au lungimi de sute de metri și lațimi de zeci de metri.
Aspectul terasat al versanților afectați de asemenea alunecări se explică prin faptul ca blocurile de roci surpate din cornise nu se sfărîmă ci iși păstrează individualitatea, continu]nd să se deplaseze spre partea inferioară a versanților.
La început între aceste trepte se întîșnesc chiar denivelări cu aspect de cornișe cu spălări și procese de eroziune torențială.Pe măsură ce se depărtează de obîrșie ele devin mai estompate iar fragmentarea suprafeței lor se accentuiază. Grosimea deluviului aici atinge 40m. De regulă ele sunt plasate pe versanții flancurilor mai ridicate și înclinate ale blocurilor tectonice și sunt compuse din blocurile rocilor sarmașianului mediu la cel superior e cel mai des afectat de alunecări de deplasare.
Mecanismul acestor alunecari reprezintă o deplasare a blocurilor mari de roci care iși păstrează într-o măsură oarecare structura inițială. Formarea lor e condiționată de creșterea sporită a presiunii tangențiale în masivele de roci ce alcătuiesc versanții și mai ales în zonele slăbite de fisurarea tectonică de contact între diferite straturi geologice ect. Ca rezultat al influenței mișcărilor tectonice pozitive intense influenței zguduiturilor seismice surpărilor poalelor de versanți în urma eroziunii rîurilor șuvoaielor torențiale sporadice din rîpe ș.a. Deseori aceste alunecări sunt cauzate de căderea excesivă a precipitațiilor atmosferice ceea ce provoacă micșorarea rezistenței argilelor din zonele de acum slăbite.
Alunecările date de regulă cuprind sistemuri de blocuri dimensiunile cărora se micșorează de sus în jos. Inițial se deplasează blocuri întregi de roci care pe parcurs se dezmembrează. În condițiile unei umidități sporite în partea inferioară a alunecărilor blocurilor de roci, în fine se pot transforma într-o masă de roci fără nici o urmă de structură inițială.
Dezvoltarea mai intensă a alunecărilor de bloc s-a produs în perioada pleistocenului superior și a holocenului drept consecințăa mișcărilor neotectonice pozitive și a eroziunii rîurilor. În urma acestor procese se formau versanți înalți și înclinați ce condiționau o creștere considerabilă a forțelor tangențiale și ca rezultat a deplasărilor grandioase ale blocurilor de roci.
La momentul actual dezvoltarea acestor tipuri de alunecări e cu mult mai redusă. Predomină alunecări active ce se dezvoltă în cadrul versanților de alunecări străvechi cu un caracter de scurgere. În unele cazuri alunecările actuale atrag în mișcare și blocurile vechi ale alunecărilor structurale., avînd un mecanism de dezvoltare complicat.
În dependență de poziția alunecărilor față de structurile geologice și de componența lor se pot evidenția un șir de subtipuri de alunecări structurale.
Alunecările de scurgere – au o răspîndire considerabilă și sunt reprezentate prin diferite subtipuri în dependență de compoziția litologică, gradul de saturare cu apă forma în plan ș.a. Mecanismul acestor alunecări îl constituie o scurgere lentă a rocilor puternic deformate argilo-nisipoase saturate cu apă cu o viteză ce e determinată de mai mulți factori.
Alunecările de scurgere se formează de regulă în deluviul alunecărilor străvechi și în argilele dezintegrate ale sarmațianului mediu în rocile tehnogene, argilo-nispoase în condițiile suprasaturării cu ape atît de la precipitațiile atmosferice cît și de la apele subterane. Alunecărilor de scurgere le sunt caracteristice formele alungite în plan. Direcția lor este orientată spre văgăunile microreliefului pantelor unde se produce o concetrare a apelor subterane și terestre o suprasaturare anumită de apă, acestea fiind provocate de legăturile strînse dintre activitatea primelor și regimului precipitațiilor atmosferice. Volumul alunecărilor de asemenea diferă de la cîțiva pînă la sute de mii de metri cubi. Profilul geologic tipic și o vedere a uneia dintre aceste alunecări sunt prezentate în fig. 4.1.
De obicei alunecările de scurgere se formează pe versanții formați din alternanțe de roci plastice-argile , marne separate de erizonturi nisipoase ale sarmațianului mediu. Ele se mențin pe întinderi de sute de metri cu unele straturi acvifere etajate. În partea inferioară ele des reprezintă unele valuri paralele cu un interval de cîțiva metri, sunt cazuri cîn ele se prezintă sub forma unor mici culmi, paralele cu cornișele separate de niște uluce umedesau ocupate chisr cu bălți și mlaștini alimentate atît superficial cît și subteran.
Prin fragmentarea valurilor de alunecare se transformă în aliniamente de forme mai mult sau mai puțin monticulare deosebite de formele eroziunii torențiale. Deluviul de alunecare alcătuit dintr-un amestec de argile , nisipuri , prundișuri etc. Cu o grosime ce depășește uneori 15-20m, în cele mai dese cazuri prezintă o suprafață cu fragmene de trepte mici, monicule cu altitudine variabilă (0,5-10m) și mici depresiuni umede, transformate pe alocuri în bălți și mlaștini. Din loc în loc corpul alunecărilor date este secționat de ravene prin care se face drenarea naturală a sectoarelor mai bogate în ape subterane. Neuniformitatea suprafeței versanților face ca scurgerea superficială să fie mult micșorată.
În unele zone ale alunecărilor cu dimensiuni mai mari ca urmare a supraumezirii unor porțiuni se formează torenți de alunecare. Ei au aspectul unor fîșii cu lățimi de zeci de metri înaintînd spre baza versantului. Se deosebesc de restul deluviului de alunecare printr-o plasticitate mai mare prin viteza mare de deplasare și prin microrelieful lor. Suprafața alunecărilor curgătoare are de obicei neregularități foarte mici prezentînd aspectul unei arături bolnăvicioase (fig. 4.2 p 51).
Un subtip al alunecărilor de scurgere e alunecarea în formă de cuib. Ea se dezvoltă pe versanții formați din alternanțe de roci argiloase și nisipoase acolo unde apar straturi acvifere lenticulare sau focare mai puternice de umiditate. Evoluția lor începede la nivelul acestor puncte cu umiditate sporită manifestîndu-se prin apariția unei cornișe semicirculare și a unui deluviu redus lenticular cu fragmentare slabă. Înălțimea cornișei ca și grosimea deluviului de alunecare este redusă de obicei pînă la 5m.
O răspîndire deosebită o au alunecările de tipul dat în hîrtoapeledin codrii Apuseni amplasate pe pantele de stînga ale văilor rîurilor și în Codrii Centrali, situate pe pantele drepte  ale rîurilor  Cula, Bîc, Bucovăț (hîrtoapele Vorniceni, Lozova, Bravicea, Năpădeni ș.a.). Ele se manifestă destul de activ si pe versanții artificiali ai debleurilor șoselelor ( Chișinău, Cernăuți etc).
Un rol deosebit la formarea acestor alunecări procesele de dezagregare a argilelor cauzate de umiditatea excesivă și uscarea perioducă a masivelor de roci. Aceste multiple deformatii ale rocilor ce au loc tot timpul sunt însoțite de formarea de fisuri, dezintegrarea rocilor în particule mici ridicînd capacitatea de infiltrare a apelor și micșorînd considerabil rezistența și stabilitatea versanților.
Alunecările cu mecanism complex – se caracterizează printr-un amestec de monticule, trepte, valuri etc. Ele se dezvoltă de obicei în condițiile unor versanți cu energie de relief mare cu o componență litologică variată argile, nisipuri, gresii, prundiș ș.a.
Mecanismul lor prezintă o ambianță de deplasare a blocurilor de roci în partea superioară a alunecărilor și o scurgere în partea inferioară sau o succesivitate întreagă de zone cu caracter de scurgere și de deplasare a blocurilor. Deseori pe fondul alunecărilor complexe de amplasare în unele văgăuni unde se concetrează apele și subterane și terestre apar alunecări secundare de scurgere.
În cele mai dese cazuri formarea alunecărilor complexe e condiționată de deplasarea blocurilor de roci ale alunecărilor străvechi care și-au păstrat încă într-o măsură oarecare integritatea . Părțile de jos ale acestor alunecări suprasaturate cu apă reprezintă practic torente valuri de noroi ce înaintează lent peste zonele nedeformate ale versanților. Aceste alunecări se dezvoltă în rocile sarmațianului mediu atrăgînd în mișcare și blocurile de roci ale sarmațianului superior, fapt ce condiționează caracterul complex al mecanismului de dezvoltare precum și structura lor morfologică: pentru zona superioară sunt caracteristice diferite trepte, movile, pe cînd partea inferioară prin suprafețe line ondulate (fig. 4.3).
Dezvoltarea încontinuu a alunecărilor date și contopirea lor în condiții favorabile pot duce la formarea unor masive întregi de alunecări active frontale sau policirculare. În anumite împrejurări ele pot ocupa hîrtoape întregi de exemplu hîrtopul mai la sud de Nisporeni (fig. 4.4, 4.5, 4.6). De menționat că caracteristica principală a alunecărilor din hîrtoape ca în cazul dat este convergentă ele îndreptîndu-se din toate părțile spre axa principală a acestor forme de relief. În multe cazuri sectoarele cu alunecări de amploare sunt numite de către localnici “ponoare” mai ales în raioanele centrale ale Codrilor –Nisporeni, Călărași, Strășeni și Hîncesti. Termenul dat cît și expresia “s-a ponorît coasta” în localitățile numite sunt așa de răspîndite încît ar merita o circulație mai largă în literatura de specialitate.

#### Torenti noroiosi
În urma căderii ploilor torențiale de pe versanții văilor, vîlcelelor, hîrtoapelor, ravenelor se spală și se transformă o cantitate mai mare de material (sol, argilă, nisip, prundiș, calcar, bolovani) care formează torente de noroi. Acest material se acumulează pe fundul ravenelor, hîrtoapelor, luncilor din văile rîurilor, depresiunilor distrugînd vegetația de cultură și spontană avariind căile de comunicație și diferite construcții. Torentele de noroi sunt raspînditeîn raioanele fizico-geografice cu relief fragmentat – podișul Moldovei centrale în cadrul cărui este situat și raionul Nisporeni.

## Clima și resursele agroclimatice
Clima raionului Nisporeni ca și în întreaga republică este temperată-continentală. Iarna este blîndă și scurtă, vara este călduroasă și lungă. În medie pe un an au fost înregistrate 2195 ore cu soare, în partea centrală a Republicii Moldova. Durata strălucririi solare variază de la 43-65 ore în decembrie, până la 300-340 ore în iulie. Temperatura medie anuală a aerului pe întreg teritoriul este pozitivă în partea centrală a republicii constituie +9 grade, +9,5 grade C. Temperaturi medii lunare pozitive se înregistrează din martie pînă în noiembrie, temperaturi negative din decembrie pînă în februarie. Amplitudinea anuală a temperaturilor medie lunară a aerului este de circa 25grade, a temperaturilor absolute de 67-72 grade C.
Cantitatea medie anuală de precipitații oscilează între 380-550mm. Căderea precipitațiilor se caracterizează printr-o mare instabilitate în timp.
Pe teritoriul raionului Nisporeni radiația anuală totală atinge 113kkal/cm pătrați. În perioada caldă (aprilie-octombrie) aceasta constituie 93 kkal/cm pătrați, ceea ce reprezintă 82% din radiația anuală totală. Suma lunară maximă a radiației care este de 27,5 kkal/cm pătrați se constată în iulie. Perioadei reci noiembrie-martie, îi revin circa 18% din cantitatea de radiație solară anuală. Suma lunară minimă de radiație este de 2 kkal/cm pătrați și se inregistrează în decembrie. În martie se mărește ziua crește înălțimea soarelui față de orizont, se reduce înnourarea și ca urmare crește valoarea radiației totale pînă la 8kkal/cm pătrați.
Albedoul raportul dintre radiația reflectată și cea totală constituie în perioada de iarnă 32-39% în perioada de primăvara –16, -22% și în cea de vară –18, -19%. Valoarea cea mai mică (16%) a acestuia se constată în aprilie cînd nu mai este zăpadă, solurile sunt dezgolite și adesea foarte umede. Radiația maximă efectivăse remarcă în iulie-august. Un rol hotărîtor în formarea regimului termic al teritoriului îl joacă bilanțul de radiație în care cantitatea de radiație primtă o constituie radiația directă și cea difuză, iar cea emisă – radiația efectivă. Valoarea anuală a bilanțului de radiație este egală aproximativ cu 50kkal/cm pătrați, valoarea maximă lunară a bilanțului de radiație care este de 9kkal/cm pătrați a fost înregistrată în iulie iar cea minimă de la 0-4kkal/cm pătrați a fost inregistrată în decembrie-ianuarie.
Temperatura medie anuală a aerului pe teritoriul raionului Nisporeni este pozitivă și oscilează între +8grade C și +9grade C, iar la suprafața solului între +10 +11 grade C. Temperatura medie al lunii ianuarie în regiune este de –4 grade C. Minimul absolut al temperatrilor constituie –30 grade C în partea centrală a țării. Perioadele reci ale anului sînt scurte. Foarte frecvent aerul arctic rece se substituie cu cel cald mediteranean, fapt ce condiționează apariția dezghețurilor de iarnă.
Primăvara acțiunea aerului arctic Siberian trepat scade și se activează pătrunderea aerului cald mediteranean. Pentru primăvara este caracteristică creșterea rapidă a temperaturilor medii diurne ale aerului, ajungînd uneori pînă la +20 grade C și mai sus.
În cadrul raionului și a părții centrale a țării temperatura medie a lunii martie este egală cu +2 grade C. În această perioadă înfloresc primele plante de primăvară: ghioceii, viorelele, brîndușele, zambiile ect.
În aprilie temperatura aerului și a solului continuă să crească. Înfloresc unele specii de plante de pădure și de stepă. Sînt cazuri de schimbări bruște ale temperaturii – geruri, înghețuri. În luna mai temperatura medie a aerului atinge +15 grade C pe teritoriul raionului. La sfîrșitul lunii mai se stabilește o vreme de tipul celei de vară. Temperatura medie în luna iunie constituie +17 +20 grade C. Cea mai caldă lună a anului este iulie cînd temperatura medie a aerului constituie 21 grade C în centrul țării. În iulie și august zilele cu o temperatură mai mare de +25 grade C variază între 16-27. La sfîrșitul lunii august temperatura aerului treptat scade, indeosebi noaptea. În octombrie mai persistă zile calde cu toate că în timpul nopții pot fi uneori înghețuri. La sfîrșitul lunii noiembrie temperatura scade simțitor, în unele zile constatîndu-se o temperatură medie negativă diurnă. Durata perioadei fără ger constituie în medie 180 zile la centrul țării.
Cea mai mare cantitate de precipitații (55-85%) cade în perioada de vegetație (aprilie, noiembrie). Au fost înregistrate și valorile lunare a precipitațiilor și anume cele maxime (60-70mm) revin pentru iunie, iar cele minime pentru august – septembrie. Vara în decursul unei zile  poate cădea norma lunară de precipitații. Astfel la 8 iulie 1948 au căzut 218mm precipitații pe cînd în alți ani în aceeași lună au constituit 2-7mm (în anii secetoși).
În perioada rece (decembrie-martie) cad doar 20-25% din cantitatea anuală de precipitații solide, lichide și mixte. Precipitațiile solide sunt caracteristice în special, pentru lunile ianuarie – februarie. Cantitatea lor este redusă și constituie 5-10% din cea anuală. Stratul de zăpadă în unii ani este stabil doar în regiunea Codrilor. Precipitațiile în perioada de toamnă-iarnă sunt de lungă durată. Ele contribuie la imbibarea solului cu apă. Se acumulează principalele rezerve de umiditate care depind mult creșterea și dezvoltarea plantelor în anul următor.
Regimul vînturilor. Iarna predomină vînturile sud-estice și cele sudice, uneori se înregistrează vînturi nordice și nord-vestice. În luna mai frecvența vînturilor sudice si sud –estice scade. În urma intensificării influenței exercitate de o ramificație a anticiclonului Azorelor crește frecvența vînturilor de rumburi Nordice și nord-vestice, care în iunie devin dominante. Cu toate acestea, în perioada caldă a anului, vînturile sud-estice și cele sudice sunt destul de frecvent pe acest teritoriu. Aceste vînturi sunt caracterstice perioadei cum temperatura aerului de +23 grade +30 grade C (iulie, august). În octombrie concomitent cu vînturile nord-vestice frecvente în partea de nord și cele nordice în partea de sud.
În cadrul raionului predomină vînturile slabe (în medie 2,5-4,5 m/s) uneori bat și vînturile moderate (6–10 m/s). Vînturile puternice (15 m/s) sunt proprii sezonului de primăvară (martie-aprilie) media anuală a zilelor cu vînturi puternice variză între 6 și 50. În timpul anului se intesifică pe întreg teritoriul în lunile octombrie- aprilie. Viteza medie a vîntului în perioada caldă a anului este de 2–4 m/s. Vitezele maxime (20–30 m/s ) se observă rar. Mișcarea vîntului într-un interval de 24 ore este mai pronunțată în lunile calde. Viteza maximă (în iulie circa 5 m/s) se înregistrează în orele de amiază, cea minimă (circa 2 m/s) în orele de seară și de noapte.
Nebulozitatea. În timpul rece al anului deasupra teritoriului raionului Nisporeni ca și în toată țara domină cerul acoperit. Aceasta se observă mai rar însă în cadrul înălțimii moldovei centrale cît și în cadrul raionului nostru. În lunile de iarnă numărul de zile cu cer senin este minim (2-3). În iulie nr de zile cu cer senin în raport cu nebulozitate totală crește de la 6-8 zile în partea centrală a țării. Probabilitatea cerului senin atinge valoarea maximă în august-septembrie. Media anuală a zilelor cu cer acoperit în raport cu nebulozitatea totală variază între 115-120 zile în cadrul raionului Nisporeni. Cel mai mare nr de zile fără soare se observă în decembrie și ianuarie (de la 14 pînă la 17 zile), cel mai mic în perioada de vară (în iulie astfel de zile aproape că nu sînt).
Iarna frecvența cerului senin constituie 15-25% iar vara 50–55 %. În perioada rece a anului într-un interval de 24 ore nebulozitatea maximă revine orelor de dimineață și celor de noapte, cea minimă orelor de seară și celor de zi în perioada caldă a anului nebulozitatea maximă se deplasează în orele de zi. Cea minimă în orele de seară și noapte. În jumatatea rece a anului se observă, de obicei nouri stratiformi sunt mai frecvenți (40-58%) în noiembrie-decembrie. Din luna mai predomină norii cumulus, care sînt mai frecvenți (63-71%) în iunie. Într-un interval de 24ore aceștea sunt caracteristici cea de-a doua jumătate a zilei.
Stratul de zăpadă este instabil, nu se depunde si nu dispare în același timp pe tot teritoriul raionului aici stratul de zapadă se formează în decada a treia a lunii decembrie și în prima decadă a lunii ianuarie. Prima zăpadă cade la sf. lui octombrie, în decembrie stratul de zăpadă devine stabil. În partea centrală a țării, inclusiv raionul Nisporeni zăpada se menține 60 zile. În locurile adăpostite media celor mai mari grosimi (decade) ale stratului de zăpadă este egală 10–25 cm, în locurile deschise cu 10–20 cm, în unele ierni straturile de zăpadă depășește 50 cm în această regiune.Densitatea medie a stratului de zăpadă variază între 0,18-0,25 G/cm cubi. În raioanele centrale stratul de zăpadă se topește de regulă în decada a treia a lunii februarie și dispare complet la sfîrșitul lunii martie. Cea mai devreme zăpadă se topește în decada a doua a lunii februarie, cel mai tîrziu în decada a doua a lunii aprilie.
Furtunile – În regiunea podișului Moldovei centrale se numără în medie pe an cîte 35 zile  cu furtuni, iar pe restul teritoriului cîte 30 zile. În raionul Nisporeni nr anual de zile cu furtuni poate ajunge la 50-60 zile, totodată maximul (8-10 zile) revine lunii iunie, minimul lunilor decembrie și februarie (odata la 10 ani). Furtunile au cea mai lungă durată medie lunară (16-25ore) în iunie. Ele sînt mai frecvente în cea de-a doua jumătate a zilei (între orele 15-19), durata furtunilor în majoritatea cazurilor nu trece de 2 ore.
Cețurile – Numărul mediu anual de zile cu ceață variază în limitele 21-58 zile, dintre care 18-50 zile revin perioadei reci iar 3-8 zile revin perioadei calde. În unii ani pe înălțimi și în apropierea bazinelor de apă pot fi la 70-80 zile cu ceață. Numărul maxim de zile cu ceață se remarcă în decembrie-ianuarie cel minim (1-7) în lunile mai-august. Ceața se observă mai des după miezul nopții și persisită pînă 10 ore. Durata medie a ceții în perioada rece a anului este de 160-387 ore în cea caldă – de 10-33 ore, durata maximă în unele cazuri constituie 200ore.
Grindina – Cade mai ales în perioadele calde ale anului. Raionul Nisporeni este una dintre regiunile cele mai amenințate de grindină ale țării. În regiunea podișului Moldovei Centrale se înregistrează în medie anual 2-3 zile cu grindină. Numărul cel mai mare de zile cu grindină pe an variază de la 4 pînă la 8. Maximul se observă in lunile mai și iunie (4-5 zile) minimul în martie și noiembrie (1 zi). Într-un interval de 24 ore grindina cade de obicei după amiază (intre orele 13-19). În 45-65% de cazuri durează peste 20 minute. Combaterea grindinei se face cu ajutorul unor rachete speciale.
Înghețurile se produc primăvara și toamna, datele medii ale ultimului îngheț la sol primăvara în cadrul teritoriului raionului revin primele decade a lunii mai, cele ale primului îngheț toamna – decadei a treia a lunii septembrie. Înghețurile în aer primăvara se termină aproximativ cu 10-12 zile mai devreme decît inghețurile la sol și tot cu atîtea zile mai tîrziu se produc toamna. În raionul Nisporeni înghețurile în aer pe locurile deschise și înalte se termină între 25-30 martie și cel mai tîrziu între 14-24 mai. Numărul mediu de zile cu îngheț la sol în aprilie și octombrie îm partea centrală a țării 10-12 zile, în lunile mai și seătembrie în centrul țării avem 0,5 – 1,0 zile.
Numărul mediu de zile cu polei variază între 10-18 zile pe podișul Moldovei Centrale. În perioada de formare a poleiului (octombrie-aprilie) frecvența maximă a acestuia îi revine lunii decembrie și ianuarie (4-6 zile), cea minimă revine lunii aprilie (0,1-0,3 zile). În octombrie poleiul se formează odată la 10 ani, depunerile maxime pe firele de cablu și pe alte construcții inginerești uneori pot atinge în diametru o valoare de 40mm sau mai mare.
Chiciura (promoroaca) – În raion chiciura granuloasă se formează la temperaturi de 0 – 5 grade C (în 40-80% din cazuri) cea cristalină la –10, -20 grade C (în 50-75 din cazuri). Numărul mediu de zile cu chiciura în locurile joase și adăpostite este de 5-7 iar pe înălțimi de 10-16 zile. Frecvența cea mai mare a zilelor cu chiciură se înregistrează în decembrie-ianuarie (2-5 zile) cea mai mică în aprilie (o data la 10 ani). Depunerile maxime pot sa atingă în diametru valori de 40-60mmsau mai mari.
Viscolul – În regiunile centrale împădurite se înregistrează o medie minimă de zile cu viscol care sunt 3-5 zile față de 10-13 care se înregistrează în nordul țării. Cel mai mare număr de zile cu viscol pe an este de 31 iar cel mai mic de 9 zile. Viscolele sunt mai frecvente în ianuarie și februarie (6-12 zile) mai rare în aprilie (1-2 zile) . În unele ierni aproape lipsesc. Direcția predominantă a vînturilor aducătoare de viscole în raioanele centrale este cea nord-vestică. Spulberarea zăpezii de pe suprafața solului în timpul viscolelor aduce pagube mari economiei naționale. Mijloacele principale de protecție a căilor de comunicație din raion și din țară contra înzăpezirii sunt fîșiile forestiere plantate de-a lungul acestora. Pe suprafețele de acumulare a zăpezii este efectivă reținerea zăpezii cu ajutorul fîșiilor forestiere și a parazăpezilor.
Vînturile fierbinți (suhoveiurile)  - Pentru  teritoriul nostru este caracteristic suhoveiul de intensitate medie (de 80%) cu o viteză de peste 8 m/s și un deficit de umeditate 22-29 mbar. Sau cu o viteză mai mică de 8 m/s și un deficit de umiditate (de 30-39mbar). Suhoveiuri intense se înregistrează mai rar. Aceste vînturi sunt mai frecvente în lunile iulie-august (în medie pe teritoriul raionului Nisporeni 5-6 zile), frecvența medie anuală a zilelor cu suhoveiuri crește de la N-S țării iar în centru țării înregistrează 14-15 zile cu vînturi uscate și fierbinți. Pentru a preveni acțiunea dăunătoare a suhoveiului se practică intens irigația.
Caracteristica climei și schimbările fenologice în natură pe anotimpuri
Primăvara – Începe odată cu trecerea temperaturilor medii diurne ale aerului peste 0 grade C și se termină odată cu trecerea acestora de +15 grade C. Conform datelor medii multianuale în centrul republicii primăvara începe la 5-7 martie. Primăvara durează în medie 55-70 zile. Uneori ea este scurtă durînd circa o lună și jumătate așa cum a fost ăn anii 1949 și 1963, alteori este îndelungată durînd peste 3 luni, ca în anii 1955, 1957 și 1958. În prima decadă a lunii martie solul se dezgheață pînă la 10 cm adincime, iar pe la 20 martie în întregime. În această perioadă condițiile sunt favorabile pentru începerea lucrărilor de cîmp, la arbori și la vițe de vie începe circulația sevei. La sfîrșitul lunii martie începutul lunii aprilie media termică diurnă a aerului trece de +5grade C . Acest interval de timp este cel mai favorabil pentru semănatul culturilor timpurii de primăvară. Spre sfîrșitul decadei a doua a lunii aprilie temperatura medie diurnă a aerului trece de +10 grade C și timpul permite începerea semănatului păpușoiului și a altor culturi de primăvară tîrzii. La începutul lunii mai cînd temperatura medie diurnă atinge +13 +14 grade C, încep să înflorească merii și peri. Răsare sfecla de zahăr și păpușoiul. În păduri înflorește fagul, arțarul, socul ș.a. Primăvara deși cantitatea de precipitații se mărește întrucîțiva (100-130mm), în sol din cauza evaporării intense se constată o influență de umezeală. Primăvara cantitatea totală de apă evaporată depășește cantitatea de precipitații atmoserice, constituind în medie 180-200mm.
Vara – Vine odată cu trecerea permanentă a temperaturii medii diurne peste +15 grade C. Ea începe la 15-17 mai în partea centrală a țării unde se află și raionul Nisporeni, și continuă de obicei 115-135 zile. Media lunară a temperaturii aerului nu  trece de 22 grade C. Vara scade umeditatea relativă crește nr de zile cu cer senin. Cerul este mai senin în august (16-20 zile în raport cu nebulozitatea inferioară).
Suma totală de precipitații din timpul verii oscilează în medie de 222mm în regiunea Codrilor. Maximele mediilor lunare de precipitații revin lunii iunie cînd se înregistrează 60-80mm. Precipitațiile cad mai mult sub formă de ploi torențiale (averse). Aversele deosebir de intense au fost inregistrate în luna iunie 1948, spre sfîrșitul verii cantitatea de precipitații atmosferice scade pe tot teritoriul țării. În august cad în medie 40-60mm de precipitații.Vara mai ales în iulie începe perioada secetoasă care durează aproximativ 70-100 zile. Secete mari au fost înregistrate în anul 1946 și 1963, un fenomen meteorologic în perioada de vară este suhoveiul care provoacă evaporarea intensă a imezelii din sol. Vătămarea masei vegetative, pălirea cerealelor ș.a. În iunie începe a înflori vița-de-vie, grîul de toamnă, cartoful. La mijlocul lui iulie înflorește răsărita se începe recoltarea orzului de primăvară a grîului de toamnă, a caiselor. În august la începuturile lui septembrie se coc soiurile timpurii de struguri, prunele, perele, coarnele etc.
Toamna – Începe odată cu trecerea temperaturilor medii diurne sub +15 grade C și se termină cu trecerea acestora sub 0 grade C . În regiunea codrilor toamna începe la 15-16 septembrie și durează 75-80 de zile. În acest moment se observă o scădere bruscă a temperaturilor medii lunare de la +14 la +16 grade C în septembrie pînă la +2,5 la +5,0 grade C în noiembrie. În septembrie predomină un timp însorit  anticiclonal care creează condiții favorabile pentru recoltarea strugurilor, păpușoiului, sfeclei de zahăr, răsăritei și a altor culturi agricole. Uneori pe la mijlocul lui octombrie sunt frecvenți ciclonii nord-vestici care generează ploi îndelungate. Toamna precipitațiile atmosferice cad în medie uniform în fiecare lună cîte 30-40mm pe teritoriul raionului, însă asigurarea solului cu umezeală în perioada aceasta este insuficientă. În cea de-a doua decadă a lunii octombrie pe teritoriul raionului Nisporeni media diurnă a temperaturii aerului coboară sub +10 grade C. În acest timp se termină vegetația activă a principalelor culturi agricole, încep să cadă frunzele de meri, peri, pruni, vița-de-vie. La sfîrșitul primei decade și la începutul decadei a doua a lunii noiembrie mediile termice diurne ale aerului coboară sub +15 grade C și activitatea vitală a culturilor de toamnă încetează.
Iarna – Cuprinde perioada cu temperaturi negative, de la 16-18 decembrie pînă la 5-7 martie în regiunea. Podișului Moldovei Centrale, durata medie a iernii variază de la 85 de zile în partea centrală a țării, cantitatea medie de precipitații constituie 70-90mm, însă datorită evaporării scăzute și temperaturilor negative se creează o anumită rezervă de umezeală. La începutul lunii decembrie se formează primul strat subțire de zăpadă care se menține un timp scurt. În regiunea codrilor aproximativ după trecerea mediilor termice sub 0 grade C , se formează un strat stabil de zăpadă. Perioada cu strat stabil de zăpadă durează în medie 45-65 zile.
Particularitățile agroclimatice – După gradul de asigurare cu căldură și umezeală necesare dezvoltării culturilor agricole, precum și după caracterul reliefului teritoriul rep. Moldova poate fi împărțit în 3 raioane agroclimatice principale și în două subraioane. Studiind harta raionării agroclimatice putem sesiza că primul raion agroclimatic ocupă partea de nord, al doilea raion agroclimatic ocupă centrul țării și al treilea raion agroclimatic ocupă partea de sud a țării.
Raionul Nisporeni este situat cel deal doilea raion agroclimatic care ocupă partea de centru a republicii. Primăvara trecerea mediei termice diurne a aerului peste +5 grade C se înregistrează între 25 și 29 martie, iar terminarea înghețurilor în aer și la sol are loc respectiv între 12-19 aprilie și 27 aprilie-2 mai. Suma temperaturilor medii diurne ale aerului în perioada de vegetație activă a plantelor atinge 3000-3250 grade C, cantitatea de precipitații se înregistrează între 265-335mm. Coeficientul hidrotermic în partea nordică a raionului se caracterizează printr-o ariditate de 1,1 iar în cea sudică de 0,8. Primele înghețuri toamna se produc în cea de-a doua decadă a lunii octombrie. În cadrul celui de-al doilea raion agroclimatic se include și subraionul al doilea ce cuprinde partea principală a înălțimii Moldovei Centrale în care se include și partea de N-E a raionului Nisporeni. Aici media termică anuală a aerului este de 0,5 grade C, mai mică decît în cel de-al doilea raion agroclimatic. Trecerea temperaturii medii diurne a aerului peste +5 grade C, și terminarea ultimilor înghețuri are loc cu 1-2 zile mai tîrziu. Suma temperaturilor medii diurne ale aerului în perioada de vegetație activă a plantelor constituie 3000-3150 grade C, coeficientul hidrotermic constituie 1,1-1,0.

## Apele de suprafață și apele subterane
În raionul Nisporeni există un rîu mare – Prut și 3 rîuri mai mici: Nîrnova, Lăpușna și Cogîlnic. Există totodată 45 de iazuri care ocupă o suprafață 1580 hectare.
Din apele subterane fac parte izvoarele fîntînile și apele minerale (Hîncu).
Raionul primește o cantitate mică de precipitații atmosferice, iar evaporarea din cauza temperaturilor ridicate în perioada caldă a anului este mai mare. De aceea toate bazinele acvatice au un debit mic, rîurile și bazinele artificiale au un debit mai mare primăvara în perioada topirii zăpezilor și după căderea unor ploi abundente.
Excepție fac părțile cu altitudini mari ca podișul Moldovei Centrale unde cad mai multe precipitații atmosferice iar rîurile sunt relativ mai bogate în apă.
Numai rîurile Prut și Cogîlnic au o lungime mai mare de 100 km fiecare. Rîulețele Nîrnova și Lăpușna sînt afluienți ai Prutului. Aceste rîulețe au direcția de la N-E spre S-V datorită înclinării reliefului podișului Moldovei Centrale. Rîulețul Cogîlnic se varsă spre sud în locurile Mării Negre. Majoritatea văilor rîurilor se dezvoltă în roci argilo-nisipoase afînate sunt largi, luncile bine exprimate, versanții domoli sau moderat înclinați. Numai pe unele sectoare, unde văile se dezvoltă în roci dure ( calcare, marne, gresii) sunt adinci, înguste, cu versanții abrupți și lunci slab exprimate.
Rîurile enumerate se allimentează din apele provenite de la ploi și din topirea zăpezilor, cu predominarea celor de ploaie. Apele subterane cu un rol secundar în alimentarea rîurilor mai cu seamă a rîurilor mici. Densitatea medie a rețelei hidrografice a raionului este de 0,48 km pătrați. Regimul hidrologic al rîurilor noastre afectează în linii generale particularitățile climatice ale teritoriului, de aceea el are un caracter sezonier. Cu toate că rolul principal în alimentarea rîurilor aparține precipitațiilor atmosferice, nivelul apelor în rîuri și debitul lor nu repetă repartiția anuală a precipitațiilor. În lunile iunie și iulie, în perioada cînd cad cele mai multe precipitații nivelul apei în rîuri se micșorează considerabil. Nivelurile cele mai ridicate și debitele mai mari se atestă primăvara în timpul topirii zăpezilor. Revărsărilor de primăvară le revin 40-50 la sută din scurgerea anuală a rîurilor. Vara nivelul apelor în rîuri scade brusc, mai ales în cele mici, deoarece se întensifică evaporarea și o mare cantitate de apă se folosește pentru irigație. Tot vara pentru rîurile noastre sînt caracteristice vînturile cauzate de ploile torențiale. Toamna și iarna în legătură cu reducerea precipitațiilor atmosferice, care parțial iarna cad sub formă de zăpadă, nivelul apelor în rîuri scade simțitor. Din cantitatea anuală de precipitații atmosferice îi revin 40–50 mm părții centrale a republicii din care face parte și raionul nostru.
Prutul este alimentat pluvial și nival. Alimentarea subterană constituie numai 20-25 la sută. Regimul hidrologic se schimbă în timpul topirii zăpezilor, cînd rîul se revarsă și inundă lunca. În unii ani cînd în Carpați și în bazinul acestui rîu iarna cade multă zăpadă, revărsările de primăvară sunt mari și aduc pagube considerabile. Sînt primăveri în care nivelul apei rîului Prut se ridică brusc pînă la 8-10m. Revărsări mari au avut loc în anii 1967, 1969, 1971, cînd apele Prutului au inundat mii de hectare de terenuri agricole situate în văile lui, multe localități căi de comunicație. În perioada revărsărilor cursul rîului devine furtunos, se distrug malurile și se transportă o cantitate mare de aluviuni, acestea depunîndu-se în luncă. Revărsările de primăvară durează circa 2 săptămîni. Pentru rîul Prut sînt caracteristice vînturile de vară condiționate de ploile torențiale. În verile secetoase nivelul apei acestui rîu scade considerabil. Cele mai mici debite medii anuale se inregistrează toamna și iarna cînd nivelul apei scade. Debitul rîului Prut se schimbă nu numai după anotimpuri ci și în diferiți ani în functie de cantitatea de precipitații atmosferice. Rîul îngheață de obicei în a doua jumătate a lunii decembrie, mai rar în ianuarie pentru o perioadă scurtă de 1-2,5 luni. Grosimea medie a gheții este de 15–25 cm. În unele ierni cînd temperaturile scăzute se mențin o perioadă mai mare stratul de gheață poate să ajungă la 50 cm. În iernile cînd se stabilește o temperatură pozitivă timp de 1-2 și mai multe săptămîni rîul se dezgheață. Înghețarea lui se caracterizează prin formarea ochiurilor de apă iar în iernile aspre se formează aglomerări de gheață. La sfîrșitul lunii februarie și la începutul lunii martie rîurile se dezgheață și începe deplasarea solurilor de gheață care durează 1-2 săptămîni.
Rîurile mici Nîrnova și Lăpușna afluienții rîului Prut și rîul Cogîlnic care curge spre sud în locurile – limanuri ale Mării Negre, se alimentează numai din precipitații atmosferice. Alimentarea subterană este neînsemnată. Aceste rîuri cu un regim hidrologic instabil, au debitul anual este foarte mic. Cel mai mare debit se atestă primăvara cînd se topesc zăpezile și nivelul rîurilor se ridică aproximativ 1-2m. Durata revărsărilor în comparație cu cea a rîurilor mari e cu mult mai scurtă. În iernile cu puțină zăpadă revărsările de primăvară sunt neînsemnate sau lipsesc. Vara din cauza evaporării intensive și a debitelor mici nivelul acestor rîuri scade brusc iar unele seacă parțial sau complet. Vînturile de vară de scurtă durată sînt condiționate de ploile torențiale. Iarna rîurile mici, avînd o adincime neînsemnată îngheață, de obicei pînă la fund.
Pe teritoriul raionului Nisporeni sunt foarte puține lacuri naturale. Ele sînt situate în lunca cursului mijlociu a rîului Prut. Aceste locuri naturale de dimensiuni mici mai poartă denumirea de Prutețuri. Majoritatea lacurilor naturale sunt mici și cu o suprafață de 0,1-0,2 km pătrați. Ele sînt amplasate în satele Bărboieni, Grozești, Zberoaia, Bălăurești care sunt situate pe malul rîului Prut. S-au format de obicei pe locurile albiei vechi a rîului, au o adincime mică sînt joase și înmlăștinite iar cea mai mare parte a lor este acoperită cu vegetație.
Nivelul apei lacurilor din lunca inundabilă a Prutului pe parcursul anului depinde de regimul hidrologic al acestui rîu. În timpul revărsărilor de primăvară suprafața și lacurilor se mărește. Vara, datorită evaporării, nivelul lor scade considerabil și aceste locuri își micșorează suprafața. Vara schimbarea nivelului apei în lacuri se datorește vînturilor provocate de ploi.
Bazinele acvatice artificiale. În raionul Nisporeni au fost construite 45 iazuri ce cuprind 580 de hectare. Bazinele acvatice menționate au repartiție neuniformă pe teritoriul raionului dar ele se găsesc aproape în fiecare sat în număr de 2 sau 3 iazuri. Majoritatea iazurilor sînt construite în văile rîulețelor mici cu curgere permanentă sau temporară. Aproximativ 2/3 din bazinele acvatice artificiale sunt situate la distanțe mari de localitățile rurale și urbane și numai 1/3  din ele se găsesc mai aproape de localități. Nivelul apei din iazuri depinde de sursele de alimentare, de scurgerile de pe suprafața de recepție și de factorii antropici. În procesul de umplere a bazinelor de apă se observă 2 perioade principale: de primăvară (februarie-aprilie) și de vară (iunie-august). Regimul termic al bazinelor de apă este influențat de condițiile climatice locale, vegetația și condițile de alimentare. În bazinele acvatice temperatura stratului de apă de la suprafață este aproximativ de +10 grade și se înregistrează la sfîrșitul lui aprilie, temperatura maximă lunară de +22,7 grade se înregistrează în iulie, coborîrea temperaturii pînă la +10 grade are loc la sfîrșitul lunii octombrie.
Formațiile de gheață apar la sfîrșitul lui noiembrie începutul lui decembrie. La sfîrșitul lui decembrie iazurile îngheață. Durata perioadei de îngheț oscilează de la 80 pînă la 90 zile, grosimea gheții fiind de 15–50 cm. Regimul hidrologic al iazurilor mici depinde de sursele de alimentare, de schimbul de apă și de factorii antropogeni. În bazinele de apă din raion se acumulează ape ce conțin hidrocarbonați, precum și ape cu hidrocarbonați și sulfați cu o mineralizare pînă la 0,8-1,8 g/e. Apa din iazuri de folosește pentru alimentarea întreprinderilor, pentru irigație, piscicultură, creșterea păsărilor acvatice, ameliorarea sanitară a teritoriului înconjurător și în scopuri sportive.
Apele subterane au fost evidențiate în toate formațiunile geologice de pe teritoriul raionului. Direcția generală a scurgerii subterane este orientată de la nord spre sud. Resursele naturale ale apelor subterane formează o subrafață delimitată de apele rîurilor Prut, Cogîlnic și Nîrnova.
Apele subterane sînt principala sursă de apă potabilă și de uz gospodăresc (90%). Toate localitățile rurale folosesc în gospodării apele subterane. Apele subterane din valea Prutului au proprietăți de irigare satisfăcătoare, debitul lor constituie 100-180 metri cub pe oră. Pentru aprovizinarea cu apă cea mai mare importanță o are complexul acvifer badenian- sarmațian, răspîndit aproape pe întreg teritoriul raionului și al țării.
În localitățile rurale se exploatează și apele subterane de adincimi mari care ies la suprafață prin izvoare sau se extrag din fîntîni. În raionul Nisporeni avem cîteva sute de izvoare și cîteva mii de fîntîni de mare importanță pentru aprovizionarea populației cu apă potabilă. Mai rar se întîlnesc izvoarele cu apă potabilă minerală iar în unele locuri se întîlnesc ape subterane minerale cu calități curative și diverse componente chimice. Pe baza unor asemenea ape a fost construit un sanatoriu pe teritoriul mănăstirii Hîncu în care se tratau oamenii. Dar în prezent acest sanatoriu a fost închis din motive financiare. Totuși apele minerale, inclusiv cele cu calități curative, pînă în prezent se exploatează doar parțial. Valorificarea lor deplină ar putea avea o mare importanță balneologică. În raionul Nisporeni se extrage de la adincimi apa numită burcută care conține o cantitate foarte mare de fosfor ceea ce contribuie la coroziunea sistemelor de conducte ce transportă apa către consumatori. Ea este în uzul casnic, în domeniul zootehnic este mai puțin folosită în alimentare deoarece nu este potabilă din cauza concentrației foarte mari de fosfor și alte minerale. Pentru a deveni potabilă ar trebui supusă unor procese de epurare
Întrucît rezervele de apă ale raionului sînt limitate, iar necesitățile cresc mereu, se planifică folosirea apelor subterane. Cu ajutorul acordat de Fondația Elvețiană prin proiectul Plan, Plai-Natal, acesta începe să se realizeze. În prezent în localitățile rurale precum comuna Marinici, Heleșteni datorită acestui proiect se sapă un număr mare de fîntîni, se amenajează și se construiesc noi izvoare de apă de care se folosește nemijlocit populația.

## Solurile
În raionul Nisporeni solurile constituie principala bogăție naturală. Circa 80% din teritoriul raionului este acoperit cu cernoziomuri. Deși este destul de răspîndită eroziunea și pe alocuri salinizarea, predomină totuși solurile fertile.
Stratul de sol din raion are grosimea de 1m pe o suprafață de un hectar, conține în medie 240 tone de humus 15 tone azot, 19 tone fosfor, 204 tone de potasiu, precum și o cantitate importantă de microelemente, cupru, zinc, mangan, molibden ect.
Clasificarea solurilor din raionul Nisporeni se bazează pe principiul profilo-substanțial și genetic, precum și pe factorii de pedogeneză. După geneză solurile raionului sînt soluri de pădure de 2 tipuri: fiind reprezentate de nr. 7 și 8 din cadrul hărții  1)“raionarea solurilor republicii Moldova” 2) “soluri cenușii de pădure, inclusiv varietățile lor hleizate. În dependență de relief se disting: 1) soluri cu profilul profund și slab erodate întîlnite mai ales în cîmpiile cu pante domoale, 2) soluri răspîndite pe pantele cu o înclinare de peste 4-6 grade, puternic erodate și cu fertilitatea parțial pierdută (24%). 3) soluri de acumulare, întîlnește pe văile rîurilor și în vîlcele, cu o salinizare și umiditate excesivă (12%). Pentru rezolvarea unor probleme de ordin agrotehnic, tehnologic și ameliorativ are importanțe clasificarea solurilor după textură.
Solurile cu proprietăți fizice bune constituie 80% din teritoriul republicii invlusiv 63% argiloase ușoare și luto-argiloase și 17% lutoase și luto-nisipoase. Solurile argiloase grele ocupă 1% din suprafață, solurile nisipo-lutoase – 3, solurile pietroase-1,5, cele cu textură mixtă-14,5%, ultimele sînt răspîndite în lunile inundabile, pe pante și sectoarele cu alunecări de teren.
1. Solurile brune de pădure. – Aparțin fociesului cald și sînt răspîndite în regiunile cu o altitudine de peste 300 metri ale podișului Moldovei centrale (în raioanele Nisporeni, Strășeni). Se deosebesc 2 subtipuri: slab debazificate și podzolite. Acestea sînt cele mai vechi soluri care s-au format sub pădurile de stejar si fag. Au profilul slab diferențiat, culoarea brună-deschisă, uneori roșcată datorită prezenței limonitului, textura ușoară, structura glomerulară, afînată, reacția acidă (pH=5,5-5,8): conținutul de humus din stratul cu grosimea de 1 metru constituie circa 240 tone (hectar, nu conțin carbonați umiditatea suficientă). Sînt folosite pentru cultivarea unor specii de plante pomicole și a soiurilor de tutun aromat.
2.Solurile cenușii de pădure. – Aparțin fociesului cald și celui temperat. Formează numeroase creole continui pe podișul Moldovei Centrale, predominînd cea mai mare parte a raionului Nisporeni. Solurile cenușii de pădure sau dezvoltat la o altitudine de 200-350m sub păduri de stejar, carpen și stejar, de tei, frasin și stejar în condițiile unui regim hidric periodic percolativ. Se evidențiază 3 subtipuri: cenușii deschise, cenușii, cenușii închise.
Majoritatea solurilor de primul subtip au o textură ușoară, cele de subtipurile al doilea și al treilea-de obicei, luto-argiloase. Profilul lor este bine diferențiat în orizonturi genetice. Grosimea acestor soluri variază între 40 și 85 cm, carbonații apar de obicei la 120–160 cm adincime. Structura este glomerulară-nuciformă. Au un grad de polarizare moderat care scade de la solurile cenușii deschise spre cele cenușii închise. La fel se schimbă activitatea hidrolitică și deficitul de saturație cu baze, cu o reacție acidă (pH=6,0-6,6) le este caracteristic lesivajul. În orizontul arabil al solurilor cenușii –2,7 și ale celor brune, din care cauză ele sunt denumite și soluri cenușii brune. Regimul hidric al solurilor cenușii de pădure este favorabil (cu excepția anilor secetoși).
Aceste soluri conțin substanțe nutritive în cantități insuficiente, reacționează pozitiv la îngrășămintele organice, iar din îngrășămintele minerale la cele azotate. Se folosesc pe scară largă pentru cultivarea multor plante agricole mai ales s sfeclei de zahăr, tutunului, plantelor pomicole de specii, sămînțoase, a viței de vie, în stare naturală sunt ocupate de diferite asociații silvice în care predomină speciile de stejar, frasin, tei carpen-european.
La periferiile raionului sînt răspîndite și cernoziomurile livigate care sînt mai fertile în comparație cu celelalte subtipuri și ocupă teritoriile cu altitudinile absolute de 160-270m. Ele s-au format în stepele de fîneață cu un bogat covor de diverse ierburi ceea ce a contribuit la acumularea unei cantități mari de humus în stratul acumulativ de 4-6%. Rezervele de humus în stratul de sol cu grosimea de 1m sînt de 36410 hectare. Ele au o grosime de peste 1m, culoarea aproape neagră. Structura granulară compoziția mecanică predominant argiloasă și ușor argiloasă au cele mai bune proprietăți fizice și conțin o cantitate moderată de azot și fosfor carbonații apar la adincimile de 70–100 cm. Sînt mai umede decît celelalte cernoziomuri și mai puțin dispuse spre eroziune. De pe solurile respective se obțin cele mai mari recolte de culturi agricole, mai ales sfeclă de zahăr, tutun etc.

## Diviziuni administrative
Raionul Nisporeni are 39 localități: 1 oraș și 38 de sate, dintre care 27 sunt organizate în 11 comune.

## Atracții turistice
- Mănăstirea Vărzărești, cea mai veche mănăstire din Basarabia[necesită citare]
- Mănăstirea Hîncu

## Cultură
În raionul Nisporeni activează 30 de biblioteci publice administrate și finanțate de consiliile comunităților locale.